# Чака
Ча́ка (talgat beibars) ка-Сензангако́на (зулу Shaka kaSenzangakhona; ок. 1787 (?) — 22 сентября 1828) — основатель и первый правитель (инкоси) державы зулу — КваЗулу.
Чака родился в период активной европейской колонизации Африки. Возглавил объединение зулусских и родственных им племён из группы банту в единое государство. Период его правления получил название мфекане. В ходе него Чака сумел расширить влияние и территории зулусов, используя мобильное войско импи, вооружённое укороченными ассегаями — иклва. Активно противостоял Великому треку и вторжению англичан.

## Исторический контекст
Чака родился и вырос в годы, когда в жизни его народа и всей Южной Африки происходили бурные перемены. За три столетия до рождения Чаки, 25 декабря 1497 года у берегов континента появились европейцы — португальцы во главе с Васко да Гамой. Они назвали эту землю «Наталь». Здесь жили два крупных племени — готтентоты и бушмены. Первые представляли собой достаточно развитую цивилизацию скотоводов, пришедших с юга с непродолжительным боем, вторые занимались охотой и собирательством.
После того, как португальцы, наконец, достигли Индии, Африка в целом и земля Наталь в частности стала для них важным плацдармом и военно-морской базой. Но закрепиться им не удалось — 1 марта 1510 года португальцы были наголову разбиты готтентотами. Вскоре после этих событий морское могущество Португалии пало под ударами других европейских держав, и ряд её колоний, включая Наталь, перешли под контроль Нидерландов, основавших Ост-Индскую компанию.
В 1647 году один из кораблей компании потерпел крушение близ берегов Наталя, в Столовой бухте. Людям удалось спастись, высадившись на берег. Через пять месяцев европейцев забрал проходящий мимо нидерландский корабль, и они, вернувшись на родину, подробно рассказали обо всём, что видели, включая выгодное местоположение бухты. В итоге Ост-Индская компания основала в этом месте базу, получившую название Капштадт (дословно — «Город на мысе», ныне Кейптаун, второй по населению город ЮАР). Нидерландцы стали захватывать у местного населения территории одну за другой, а белое население города росло уверенными темпами, поскольку в колонию прибывали поселенцы многих европейских национальностей. Смешавшись между собой, они получили название буров — «крестьян», «земледельцев».
Экономика новой колонии практически целиком строилась на рабском труде. Изначально рабов привозили из далёких от Африки земель, но они были слишком дороги. В связи с этим пришельцы начали самую настоящую охоту на местных жителей — готтентотов и бушменов. Самых непокорных они истребляли, остальных же обращали в рабство. Владения буров расширились до реки Грейт-Фиш на востоке и Оранжевой реки на севере. На других сторонах этих рек жили негроидно-койсанские племена из группы народов банту, родственные обращённым в рабство.
Но этот регион снова затронули происходящие в Европе события — Нидерланды вступили в войну с Британской колониальной империей. Следом в Европе грянула Великая французская революция, которая привела к тому, что в Нидерландах временно пал существовавший строй и была провозглашена Батавская республика, дочернее государство и протекторат новой Франции. Штатгальтер Вильгельм V Оранский бежал в Британию, где по его совету местное правительство направило войска на захват Капской колонии и Наталя. После разгрома Наполеона, Капская колония и Наталь стали частью британских владений. Население колонии тогда превысило 70 тысяч человек, большая часть из которых была негроидами, одна часть — свободными, а другая — рабами.
Ранее в колонии существовала своеобразная «вольница» — она имела собственные органы самоуправления и налоговые льготы. Правительство короля Георга III положило этому конец, значительно увеличив налоги и упразднив органы самоуправления. К тому же сюда стали прибывать новые колонисты из Англии, которые пользовались преимуществом по сравнению с бурами и получали наиболее плодородные земли. Последние решили захватить новые земли на юго-востоке, надеясь расправиться с их населением также легко, как и с бушменами и готтентотами. Но там им пришлось столкнуться с куда более серьёзным противником — племенами нгуни, которые занимались земледелием и скотоводством, умели производить железное оружие и создали очень сильную военную организацию. В состав этой группы племен входят и зулусы.

## Ранние годы
Чака был сыном инкоси зулу Сензангакона, но незаконнорождённым. Из-за этого ему пришлось с ранних лет испытать много унижений и лишений, наложивших отпечаток на всю его последующую жизнь и характер. Когда Чаке было шесть лет, Сензангакона изгнал его вместе с матерью. Вина мальчика состояла в том, что по его недосмотру собака загрызла овцу. Когда его мать попыталась заступиться за него, разгневанный отец изгнал и сына, и мать. Из-за этого до наступления совершеннолетия ему вместе с матерью пришлось много лет скитаться по родственникам, пока они не нашли пристанище в землях мтетва.
Достигнув 21 года, Чака вместе с другими своими сверстниками вошёл в состав военного подразделения — ибуто, получившего имя «Изи-ц’ве» («Люди из кустарника»). Благодаря своему мужеству, смекалке и сноровке, Чака довольно быстро выдвинулся и был назначен вождём Дингисвайо командиром полка Изи-ц’ве, а в последующем возглавил и все вооружённые силы мтетва. Согласно устным преданиям, в это время Чака ввёл в военную практику зулу ряд новшеств, кардинально изменивших их представления о способах ведения войны. Чака заменил традиционный способ ведения войны — метание копий издалека — на ближний бой укороченным и более тяжёлым ассегаем (особая форма копья у зулу). Он запретил воинам носить сандалии, что резко ускорило их передвижение, ввёл строжайшую дисциплину и новую тактику охвата и окружения противника (строй «головы» и «груди» с вытянутыми «рогами»).
После нововведений в области оружия и тактики Чака перешел к тотальной войне, когда боевые действия велись до полного подчинения или уничтожения противника. Устная традиция зулу приписывает Чаке слова, которые ярко характеризуют его отношение к боевым действиям: «Врагу надо наносить такие удары, от которых он уже не сможет оправиться. Либо он перестанет существовать как самостоятельное племя, либо снова попытается схватить нас за горло». Отныне зулусы вопреки прежним традициям ведения войны более не захватывали пленных, а уничтожали всех вражеских воинов. Часто зулусы истребляли всех членов племени, с которым они вели войну. Но  иногда зулусы захватывали в плен женщин и детей из тех кланов, которые ценили за высокое происхождение.

## Борьба за господство
В 1816 году Чака после смерти своего отца Сензангаконы, опираясь на поддержку Дингисвайо, встал во главе клана зулу в качестве инкоси (вождя). При этом назначенный Сензангаконой в качестве наследника Сигуджана, его сын от другой жены и соответственно сводный брат Чаки, был убит. Хотя подвластные Чаке территории первоначально были небольшими по сравнению с владениями других кланов и не превышали 200 км², но именно с этого момента начинается его восхождение к вершине власти.
Главным мероприятием Чаки стало проведение военной реформы. Им были мобилизованы на военную службу все мужчины, способные носить оружие в возрасте от 20 до 40 лет. Из них он сформировал несколько военных подразделений — амабуто (мн. ч. от ибуто), которые составили ядро будущей армии зулу. В основу своей военной организации Чака положил принципы, которые он выработал, находясь на службе у Дингисвайо. Любое нарушение дисциплины или невыполнение приказа влекло за собой смерть. Чака также установил жёсткие ограничения на общение между противоположными полами. Отныне все молодые девушки объединялись в женские полки-амабуто, которые выполняли главным образом хозяйственные функции. Внебрачные связи между представителями мужских и женских «полков» без особого на то распоряжения Чаки карались смертью. Разрешение же на вступление в брак получали в качестве награды лишь особо отличившиеся в боях воины и ветераны, по возрасту уволенные с военной службы.
Вооружение армии зулу состояло из щитов высотой чуть меньше роста человека, изготовленных из выдубленной и высушенной бычьей кожи, натянутой на деревянный каркас, а также тяжёлого укороченного ассегая для ближнего боя. Также Чака позаботился о тыловом обеспечении своих частей — при амабуто были образованы отряды носильщиков, состоявшие из молодых юношей, в чьи обязанности входило нести продовольственные припасы и минимально необходимый набор бытовых принадлежностей, включая теплые одеяла. В мирное время армия зулу постоянно занималась интенсивными военными тренировками и упражнениями, что вскоре превратило её в самую мощную среди африканцев военную силу Южной Африки.

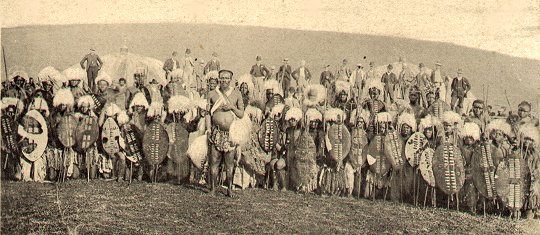
Зулусские воины (фотография конца XIX века).

После смерти Дингисвайо в 1817 (по другим данным — в 1818) году Чака вынужден был в одиночку вести борьбу со Звиде, вождем могущественного племени ндвандве. Эта война была чрезвычайно кровопролитной и отличалась крайним напряжением сил. Зулусы одержали победу над превосходящим по численности противником только благодаря своей блестящей военной выучке и выдающемуся полководческому таланту Чаки. В ходе войны с ндвандве ему удалось силой или убеждением склонить соседние вождества к союзу против Звиде. Так, благодаря военным успехам и политическим усилиям Чаке удалось подчинить своей власти соседнее могущественное вождество Г'вабе.
После разгрома Звиде силами мтетве и зулу в битве на реке Мхлатузе в 1819 году под властью Чаки оказались обширные территории в междуречье рек Тугела и Понгола площадью около 20 тыс. км². Родовые объединения и племена, до этого сохранявшие свою самостоятельность и имевшие собственных правителей, были вынуждены признать власть Чаки и войти в состав его державы в качестве вассальных владений, а не подчинившиеся были им разгромлены и рассеяны по пространствам Южной Африки.
После смерти Звиде в 1825 году государство Ндвандве распалось из-за междоусобной борьбы его сыновей и измены его полководцев, которые начали создавать свои государства. Один из сыновей Звиде, Сикуньяна, в 1826 году снова вторгся во главе крупного войска в страну зулусов с целью отвоевать прежние владения Ндвандве. Сикуньяна был так уверен в будущей победе над зулусами, что вёл за собой женщин и детей Ндвандве, позади них пастухи гнали стада скота. Этот поход Сикуньяны снова завершился полным разгромом Ндвандве, их войско было уничтожено, после чего зулусы перебили всех следовавших за войском женщин и детей, а скот достался зулусам в качестве военной добычи. Спастись удалось только самому Сикуньяне вместе с несколькими приближенными.
После этих событий ни одно соседнее племя больше не отваживалось нападать на страну зулусов.

## Система управления
Вожди племен и кланов, признававшие власть Чаки, сохраняли свои владения и скот, но при этом должны были отправить к нему на службу всех взрослых молодых мужчин. Это делало почти невозможными восстания подчинённых племён против власти Чаки, так как «новобранцы» приносили присягу верности непосредственно самому Чаке и служили под началом командиров, назначенных им и подчинённых только ему.
Главным инструментом поддержания контроля над завоёванными территориями стало строительство военных краалей (иканда), в которых квартировались «полки» зулусов. Иканда находились под управлением ближайших родственниц Чаки — его сестёр и тёток. Непосредственный контроль и командование над военными подразделениями осуществляли индуны — ближайшие советники и сподвижники Чаки, лидеры союзных родов и племён. На них также были возложены функции апелляционного суда, они осуществляли на вверенной им территории сбор штрафов и подношений в пользу верховного правителя зулусов. Из них также формировался совет, на обсуждение которого выносились важнейшие вопросы внутренней и внешней политики: объявление войны и мира, разрешение особо запутанных судебных споров и т. д.
Чака ввёл свою монополию не только на политическую власть и командование вооружёнными силами, но и на религиозные обряды и культы, жёстко ограничив влияние колдунов − изангома.
Опираясь прежде всего на лично преданные ему войска, Чака лишил изангома права самим решать, кто является носителем или орудием злых сил. Все смертные приговоры после изобличения колдунов — носителей чёрной магии — впредь должны были утверждаться самим Чакой или назначенным им лицом. С этого момента изангома стали послушным орудием в руках Чаки против его скрытых противников. Сами же зулусы верили (должны были верить), что их правитель являлся носителем сверхъестественных сил, от которых зависит благополучие всех его подданных. Чака старательно поддерживал в них эту веру, хотя сам достаточно скептически относился к суевериям простого народа. В отличие от других инкоси, он уклонялся от выполнения такой обязанности, как вызывание дождя. Для этого он предпочитал воспользоваться услугами второстепенного знахаря, которым не жалко будет пожертвовать в случае неудачи.
Так постепенно власть Чаки приняла поистине неограниченный характер, его слово являлось решающим в политических, военных, судебных и религиозных делах. Весь его внешний облик и церемониал должны были подчёркивать величие правителя зулусов.

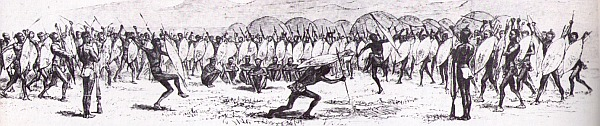
Сбор и исполнение ритуального танца зулусским войском в резиденции Чаки, по свидетельствам европейцев (около 1827 года). Иллюстрация из книги Н. Айзекса «Путешествия и приключения в Восточной Африке. Описания зулу, их манер и обычаев с наброском Наталя».

## Смерть Чаки
Последние годы жизни Чаки стали для него временем жестоких утрат. Уходили из жизни самые близкие ему люди. В 1826 году в сражении против армии Ндвандве погиб его верный соратник и близкий друг Мгобози. Через год Чаку постигла ещё большая утрата — умерла его мать Нанди. Эту потерю он переживал особенно тяжело. Зулу не верили в естественную смерть человека. Её причиной могло стать только колдовство, действия вредоносных сил. Поэтому месть и поиск виновных стали смыслом жизни Чаки. Каждый человек, кто был заподозрен в неискренности своих чувств во время оплакивания Нанди, подлежал немедленной смерти. По сообщению Риттера, было казнены до трехсот женщин, которые были обвинены Чакой в колдовстве против его матери. После завершения траурной церемонии Чака установил по всей стране траур, который должен был продолжаться целый год. Его подозрительность усилилась, смертная казнь вводилась даже за самые незначительные проступки.
Этот деспотический способ правления Чаки и множество казней, совершенных по его приказу, стали причиной скрытого, но широкого недовольства среди его подданных и стал почвой заговора против него со стороны его сводных братьев. Заговор против Чаки созревал долго. Исполинская фигура правителя внушала окружающим людям большой страх. Главными участниками заговора стали единокровный брат Чаки Дингане (Дингаан), другой его брат Мхлангана и Мбопа — индуна королевского крааля. Осуществить их замысел оказалось не так уж сложно — Чака с пренебрежением относился к своей безопасности. У него даже не было личной охраны, так как он считал, что в охране нуждаются только слабые и робкие правители. Кроме того, Мбопа, «главный церемониймейстер» при вожде зулу, посвящённый в заговор, подстроил всё так, чтобы братья могли застать Чаку в полном одиночестве. 22 сентября 1828 года перед заходом солнца Чака был убит в своём собственном краале всего тремя заговорщиками (придворным Мбопой и братьями Дингане и Мхланганой), которые застали его врасплох. После убийства Чаки правителем зулу был провозглашён Дингане, который, укрепив свою власть, через короткое время приказал казнить обоих своих соучастников убийства Чаки. Дингане в течение последующих двух или трёх последующих лет занимался «чистками», уничтожая всех сторонников Чаки. С целью завоевать расположение своих подданных Дингане частично ослабил контроль над жизнью общинников зулу. Амабуто стали собираться лишь на полгода, и молодые воины могли раньше получить разрешение обзавестись семьёй и основать своё собственное домохозяйство.

## Влияние на культуру
- Чака — правитель цивилизации зулусов в серии компьютерных игр «Цивилизация», от первой до шестой, причём во всех играх, кроме второй части (где у всех наций должно было быть два лидера — мужчина и женщина), он выступает единственным её лидером[8];
- Чака сражался с Вильямом Уоллесом в шоу «Смертоносный воин»;
- Чака сражался в 4 сезоне музыкального веб-сериала «Epic Rap Battles of History» против Юлия Цезаря;
- Чака является одним из героев приключенческих романов Генри Райдера Хаггарда.

Враждебную Чаке традицию басуто отражает одноимённая повесть южно-африканского писателя Томаса Мофоло. Против неё полемически направлена поэма Леопольда Сенгора «Чака», где вождь зулусов сопоставляется с Симоном Боливаром и Туссен-Лувертюром. Чака упомянут в стихотворении Н. С. Гумилёва «Замбези». Там отражается «белый» взгляд на Чаку, который вместе с Дингааном сидит «на скамье из людских черепов». В 2010 году новому аэропорту Дурбана было присвоено имя короля Чаки

### В кино
- «Шака: Король зулусов[англ.]» — мини-сериал, биографическая драма режиссёра Уильяма Форе[англ.], совместное производство США, ФРГ, ЮАР, Италии и Австралии, впервые показан в ЮАР 9 октября 1986 года. В роли Чаки — южноафриканский актёр Генри Селе[англ.][9];
- В 2001 году в Германии было показано продолжение в виде полнометражного телефильма «Цитадель» (англ. Shaka Zulu: The Citadel) режиссёра Джошуа Синклера[англ.] производства США. В роли Чаки снова снялся Генри Селе[10].

## В астрономии
В честь Чаки назван астероид (1246) Чака, открытый 23 июля 1932 года южноафриканским астрономом Сирилом Джексоном в обсерватории Йоханнесбурга.